# アレクサンダー・ハミルトン
アレクサンダー・ハミルトン（Alexander Hamilton, 1755年1月11日 - 1804年7月12日）は、アメリカ合衆国建国の父の1人。日本語ではアレキサンダー・ハミルトン、アレグザンダー・ハミルトンとも表記される。政治家、憲法思想家、哲学者であり、アメリカ合衆国初期外交のリーダーであった。アメリカ独立戦争の際には総司令官ジョージ・ワシントンの副官（砲兵将校、陸軍中佐）を務めた。
1787年のフィラデルフィア憲法制定会議の発案者で、アメリカ合衆国憲法の実際の起草者。アメリカ合衆国憲法コメンタリーの古典『ザ・フェデラリスト』の主執筆者。古き英国の法思想「法の支配」に基づくコモン・ロー化した憲法を生み出した、立憲主義の著名な思想家である。司法による違憲立法審査権の制度の理論は、ハミルトンによる。英国のアクトン卿は、ハミルトンを「バークを超える世界随一の天才」と評価をしている。アメリカ合衆国の初代財務長官（在任：1789年9月11日 - 1795年1月31日）。陸軍少将。連邦党の党首。1801年、米国最古の日刊紙ニューヨーク・ポスト紙やバンク・オブ・ニューヨークを創業した。1804年、対立するアーロン・バーとの決闘で死去、49歳だった。

## 生涯

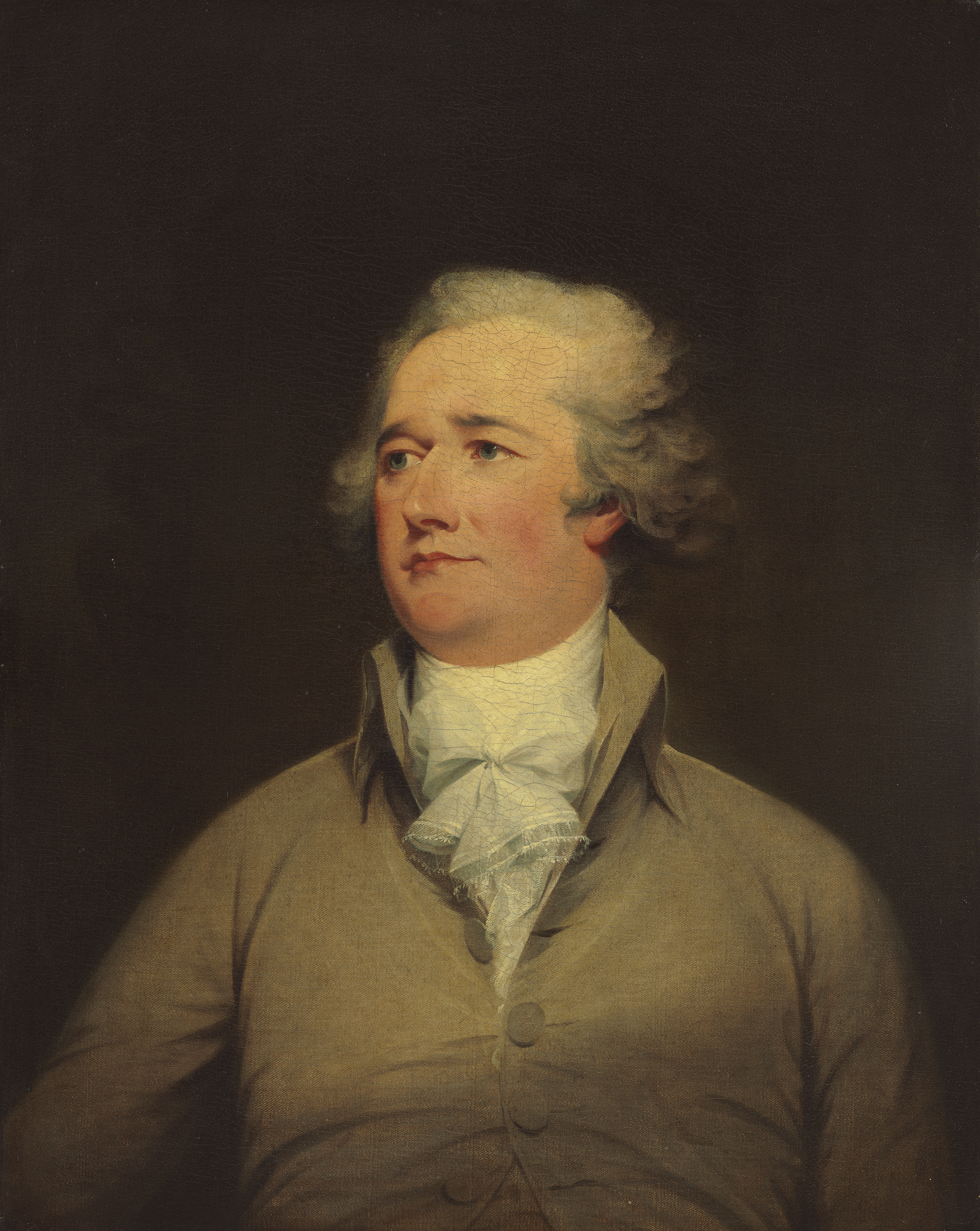
アレクサンダー・ハミルトン

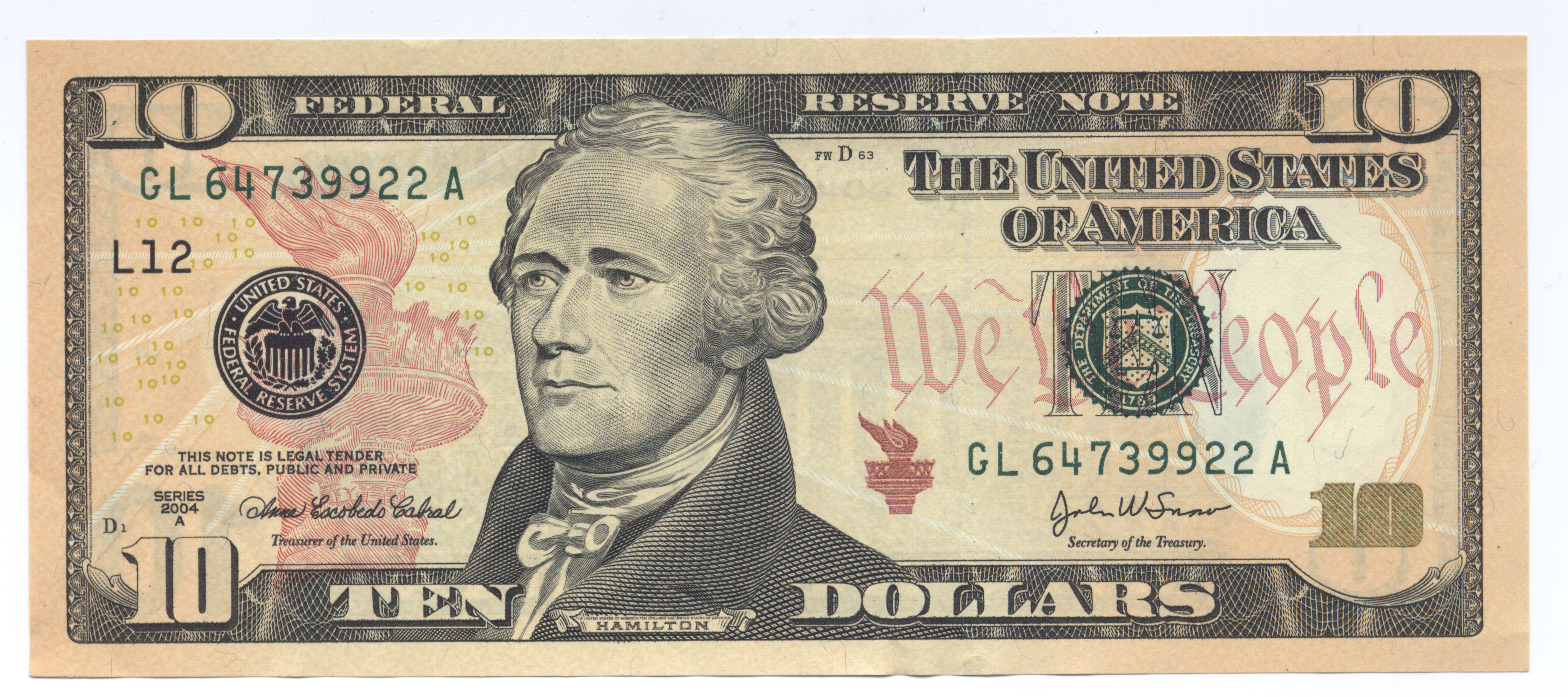
アメリカ合衆国10ドル紙幣(SERIES 2004A)。アレクサンダー・ハミルトンの肖像画は、1805年に画家ジョン・トランブルが描いたものを元にしている。

### 生い立ちと初期の経歴
ハミルトンは英領西インド諸島のネイビス島に生まれる。父親はスコットランドの地主の四男だが、ハミルトンが生まれたときはカリブ海の小さな島の一商人にすぎず、しかものち破産し零落していく。母はフランスのユグノーの子孫という。アメリカ合衆国の「建国の父」たちは皆、成功した入植者からの名門富裕層の出であったが、誇るべき家柄も無く内縁関係の両親の間に生まれたハミルトンは例外とも言える存在であった。
1768年に兄とともに孤児となり、ニューヨーク商人のクルーガーとビークマン所有のセント・クロイ島にある店で働きはじめ、4年後には店主に代わって店を任されることもあり、その経営能力は高く評価されていた。1771年にセント・クロイ島で発行されている新聞に自作の詩を掲載され、文才の片鱗を示す。その翌年に、ハリケーン来襲を報じた手紙が新聞記者に優れた文章として認められ、『ザ・ロイヤル・ダニッシュ・アメリカン・ガゼット』誌に掲載された。店主と親類縁者の援助により、1773年よりニューヨーク市のキングズカレッジ（現コロンビア大学）に入学し、行政学・政治学を学ぶかたわら、歴史・文学・政治哲学などの広い分野にわたる読書を始めた。この偶然と幸運で貧しい一苦学生に過ぎなかったハミルトンは自らの天賦の才を発揮できる好機を天から授かったのである。
1774年サミュエル・シーバリーの大陸会議非難を反駁した論文『大陸会議の措置に関する敵の中傷に対し、その措置を全面的に擁護す』を公刊。これは独立革命に関してハミルトンが執筆した最初の公的文書である。1775年2月、さらに大陸会議を擁護し、愛国派の見解を表明した『その農民の見解を論駁す』を公刊。同年6月、『ケベック法に関する所見』を発表し、イギリス本国が植民地支配を強めるためにカナダのカトリック教徒を利用する計画があることを批判。10月、大衆の印刷業者への暴行を非難。
1776年3月14日、ニューヨーク植民地砲兵中隊を指揮する大尉に任命され、独立戦争に従軍、幾多の会戦に参加して軍人としても優れた才能を発揮した。1777年からジョージ・ワシントン総司令官の副官に任命され、中佐として軍務に奔走するかたわら、ヒューム、ホッブズなどの読書と研究に努めた。1778年に『プブリウス書簡』を新聞紙上に発表し、軍需品納入をめぐる不正事件を摘発し、大陸会議の欠陥もあわせて批判する。1779年12月から翌年の3月にかけて、独立運動の指導者に書簡をおくり、その中ですでに合衆国銀行設立の構想を立てている。1781年7月12日から4回にわたって連載された論文『大陸主義者』では、強力な中央政府樹立の必要を説いた。10月14日にヨークタウン陥落の陣頭指揮をとり、10番堡塁をおとし勝利している。
軍務を解かれ1782年から弁護士開業を目指し、ブラックストーン、グロティウス、プッフェンドルフについて勉強する。4月18日から新聞掲載された『大陸主義者』の続編で、通商規制の必要を説く。7月22日にニューヨーク邦大陸会議議員に選出され、そこで大陸会議の課税権強化を提唱。1784年1月からの『フォーションからの書簡』で、ニューヨーク邦におけるイギリス忠誠派への不当な処置を批判した。
1786年ニューヨーク邦議会により、アナポリス会議の委員に選出され、フィラデルフィアに新しい議会を開催するよう各邦に要望した声明文を起草。1787年3月ニューヨーク邦議会により憲法制定会議（連合規約改正のための特別会議、フィラデルフィア憲法制定会議）への代表として派遣され、9月17日にアメリカ合衆国憲法の草稿を作成し、ついで憲法草案に署名をする。10月27日からジェームズ・マディソン、ジョン・ジェイと協力して翌年5月28日までに『ザ・フェデラリスト』論文を執筆し新聞紙上等に発表して、合衆国憲法批准を促進した。1789年9月11日、ワシントン内閣の財務長官に任命される。
1790年から1791年までにハミルトンによって連邦議会に提出された報告書は、《公信用》《未占有地》《蒸留酒税》《国立銀行》《貨幣鋳造所設立》《製造業》と実に多種多様。一方「マリア・レイノルズ事件」で不倫が暴露されたり、公債操作による不当利益獲得の疑惑が取りざたされ、トーマス・ジェファーソンをはじめとする政敵との確執が強まる。1792年にハミルトンが主導して導入した蒸留酒税によって、1794年に発生したウィスキー税反乱においては、諸州の民兵隊からなる1万2000の連邦軍に文民顧問として帯同し、鎮圧する。イギリスとの妥協の一環として1795年に結ばれたジェイ条約の正当性を『カミュラス』論文で擁護し、連邦議会に批准させた。この年に財務長官を辞任している。1798年から陸軍検閲総監として、新しく編成された連邦軍の軍制・兵制確立を遂行。1803年には弁護士としての名声は最高潮に達した。
しかしながら、出自のハンディは初代大統領ジョージ・ワシントンという後盾の亡き後、ハミルトンの人生を暗いものにしていく。連邦党の党首でありながら、大統領になる政治状況は生まれず、また政治的な判断で往年の鋭さはなく迷走の迷路に陥ったようであった。

### マリア・レイノルズ事件とアーロン・バーとの対立

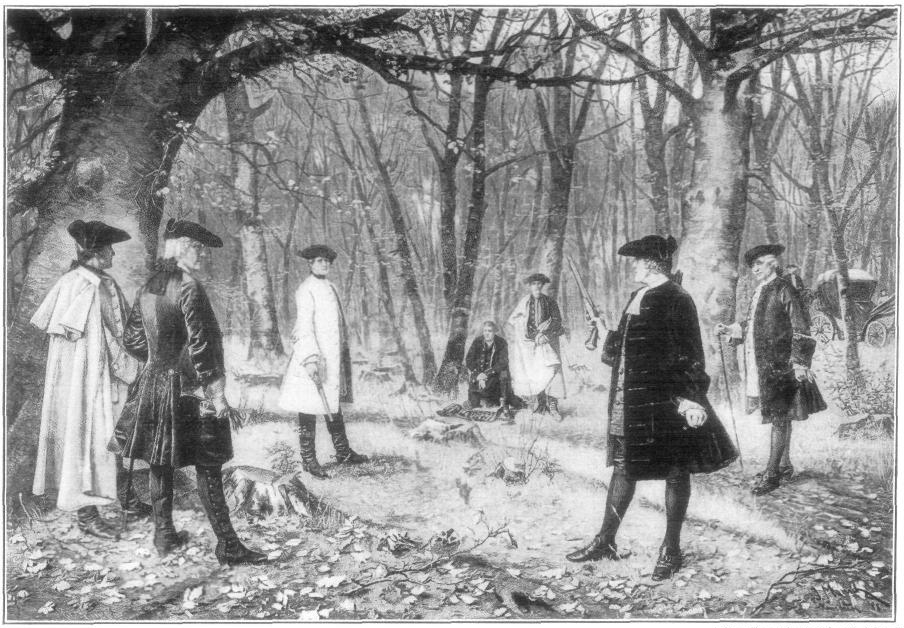
アレクサンダー・ハミルトンとアーロン・バーの決闘（1804年）

ハミルトンは1794年にマリア・レイノルズ事件でその名声が傷つき、政治的ダメージを受けることとなる。マリアの夫ジェームズはハミルトンとマリアとの性的関係を認めていたにもかかわらず、ハミルトンを恐喝し金銭を要求した。ジェームズ・レイノルズは偽造の罪で逮捕されたとき、ジェームズ・モンローを始めとする数名のリパブリカン党員と連絡を取った。彼らはハミルトンの元を訪れマリアとの関係を問いただしたが、ハミルトンは関係を認めながらも無罪であることを強調した。モンローは事の詳細を公表しないことを約束したが、トーマス・ジェファーソンにはそのつもりがなかった。ハミルトンは情事の公表を強いられ、それは家族および支持者に衝撃を与えた。噂された不義によるモンローとの決闘は前上院議員のアーロン・バーによって避けられた。
皮肉にもバーは後のマリア・レイノルズの離婚訴訟において、いくつかの疑問を提示することでハミルトンを元気づけた。しかしながら、ハミルトンとバーのニューヨーク法曹界における関係は、憎悪であった。実際彼らの家族はしばしば関係することがあった。バーが1791年の上院議員選でハミルトンの義父フィリップ・スカイラーを破ったとき、ハミルトンはバーを陥れるための秘密工作を始めた。
ハミルトンの1795年の財務長官辞任は公の活動からの引退とはならなかった。弁護士業の再開でハミルトンは政界に対してアドバイザーおよび友人として関係を保っていた。ハミルトンはワシントンの退任演説に影響を及ぼしていたと考えられている。ハミルトンと、ワシントンの後任ジョン・アダムズとの関係は緊張していた。連邦党の大統領候補としてアダムズの指名を妨げようとするハミルトンの工作は党を分割し、1800年の大統領選でジェファーソン派のリパブリカン党員の勝利に寄与した。
ジェファーソンの大統領就任後、バーではなくハミルトンの起用を選択したことはバーに対するハミルトンの最初の打撃だった。バーは1804年にニューヨーク州知事選に連邦党から出馬しようとしたが、無所属候補として出馬した。ある新聞がチャールズ・D・クーパーのハミルトンによるものと思われる「卑劣な見解」を掲載した。政治的名誉回復の機会と考えたバーはハミルトンに対して謝罪を要求した。ハミルトンはバーが新聞の言及した事実を証明できなかったとして要求を拒絶した。
バーとハミルトンの決闘は、三年前にハミルトンの息子フィリップが父親の名誉を守るために決闘を行い敗れた場所と同じニュージャージー州ウィホーケンの岩棚の上で1804年7月11日に行われることとなった。ハミルトンは息子の死から決闘に反対したが、決闘は夜明けに始まりバーはハミルトンの下胸部を撃った。ハミルトンの銃弾はバーから外れたとも言われるし、銃が点火しなかったとも言われる。ハミルトンは翌日死去し、マンハッタンのトリニティ教会墓地に埋葬された。バーはハミルトンに対する殺人とその後の反逆裁判でニューヨークから逃亡し、1836年に死去した。

## ハミルトン哲学

### 人間観
ハミルトンの人間観に大きく影響したのはスコットランド哲学であり、とりわけデイヴィッド・ヒュームのそれは決定的なほどであった。ハミルトンの政治制度にかかわる主要論文の基調となっている「あらゆる人間は悪人である」は、ヒュームの『人間本性論』からであるのは言うまでもない。かくしてハミルトンが、デモクラシーを危険視して（直接選挙の原則禁止など）それに制限を課す制度づくりを提唱したのである。アダム・スミスの影響もかなり強い。

### 連邦主義
ハミルトンは、統一された中央政府を有する必要があると考えていた。また、後述する近代的な資本主義の基盤を連邦政府によってたつものとした。連邦主義を参照のこと。この考えは、現在の民主党の基本思想の一つを構成している。

### 法思想
ハミルトンの法思想は、英国思想における二人の法思想を総合化して形成されている。それは、エドワード・コーク卿の『英国法提要』『判例集』とブラックストンの『イギリス法釈義』である。ハミルトンの出世作である20歳のときの『反駁された農民』でもアメリカ合衆国の古典となった『ザ・フェデラリスト』でも、ブラックストンからの引用が多い。
ハミルトンは、17世紀初頭の古き英国の法思想にもとづき、国王なし、貴族なしの政体において、コモン・ローの精神「法の支配」を制度化できるよう、アメリカ合衆国憲法を起草した。アメリカにおける立憲主義の創始者である。アメリカ合衆国憲法は、成文憲法典の誕生であった。
アメリカ合衆国憲法がジョン・マーシャルの判決（1803年）を通じて司法の違憲立法審査権を「発明」したが、それはハミルトンが書いた『ザ・フェデラリスト』の第78篇その他の法理に依拠した。ハミルトンは、それを、コーク卿（英国王座裁判所主席判事）の1610年の判決や、コークの『法の支配』『コモン・ローの制定法に対する優位』などから着想した。
なお、ハミルトンは、シャルル・ド・モンテスキューの『法の精神』から三権分立を学んだ。

### 政府の四つの柱
ハミルトンの著作全体を流れる、政府に関する、ハミルトンが強く求める、その要件は次の四つの柱にまとめられる。
1. 騎士道的な倫理にたつ政府。すなわち, dignity（威厳）&  grace（高雅）, intellectuality（知的性）, pride（矜持）、justice（正義）, morality（道徳性）。[要出典]
2. 活力に満ちた強くエネルギッシュな政府（strong&energetic）。政府のweakness（意志・信念の強靭性や指導力の欠如）は、国民の侮蔑を招く／倫理・道徳性を顕現できない／智慧が生まれない。[要出典]
3. 国民からのrespect&trust（尊敬と信頼）を獲得した政府。これが国民への強権発動を不用にして国民の自由を擁護する。[要出典]
4. 国家を富ませる智慧と策をもつ政府。[要出典]

### 外交哲学
実質的な初代外務大臣であったハミルトンが新生の国家である米国に対して、絶えず説いた外交の心得は、次の徳性であった。すなわち、外交は国益を完遂するものだが、
1. 外国から何時もrespect（尊敬）されdisgrace（侮蔑）を受けないこと。[要出典]
2. justice（道義）／honor（名誉）／honest（正直）／character（品性）を失わないこと。[要出典]

### 政治倫理
ハミルトンは政治における倫理・道徳と宗教信仰を重視したが、それを凝集的に訴えた一つは、初代大統領ジョージ・ワシントンの三選を辞退し引退する決意表明でもあった、ハミルトンが代筆した『告別の辞』（1796年9月）であろう。ここでハミルトンは以下のように述べた。
- 「美徳もしくは道徳性は、民選政府に欠いてはならない源泉である、とはまったくの真理である」[要出典]
- 「国民的道徳が宗教的原理を排除しても維持できるとは、頭で考えても、経験からしても、思えない」[要出典]

そして、この倫理・道徳を国策の根本とするのは、ハミルトンがアメリカ合衆国の財政制度を創設・整備していく際にも、また独立戦争時の借金を全額額面どおり弁済する際にも（『公信用について第一報告書』、1790年1月）、貫いた。1792年の『財源制度の擁護III』でハミルトンは「道徳と正義に関する確立しているルールは、個人と同様、国家にも適用される。よって…国家もまたその約束を守り、契約を果たし、各国民の財産権を尊重すべきある。そうしなければ、社会や政府に関係して、善と悪、あるいは正義と不正義を差別するすべての思考を終焉させる」と説いている。なお、『公信用について第二報告書』は1795年1月である。

## ハミルトン外交

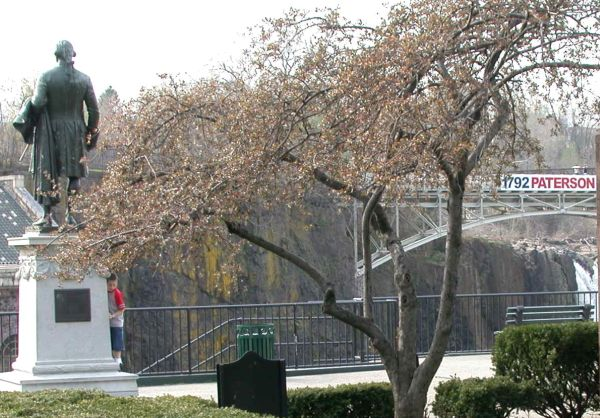
パセーイク川の大滝のそばに建てられたハミルトンの銅像

ハミルトンは、13邦（人口は約270万人）が独立するに当たって、大国である英国（人口2,000万）とフランス（人口2,700万）の係争や戦争に巻き込まれないよう、アメリカ合衆国のモンロー主義の起源となった、外国とは極力関係しない“無関係主義”というべき「中立」外交を新生の小国であるアメリカ合衆国の外交における国是とした。が、それはあくまでも、建国初期の国力と国内外の情勢を判断しての、一時的・便宜的なものであった。
1793年2月の英仏戦争の勃発に際し、ヨーロッパから遠い地の利を活用して「中立」の選択を国益としたハミルトンではあったが、一般理論としては、屈辱的な平和の受諾には断固反対であった。「中立」のためにも強力な軍事力の保持が必要であることを訴えた。
- 「他国の野心とか敵意に対してアメリカを守る能力を連邦政府から奪ってしまうべきでない」（『ザ・フェデラリスト』第34篇）
- 「国家とは絶対的な不名誉に対しては意気地なく屈従してはならない（剣を抜け）」（1790年、ワシントンへの献策レター）。

1798年、ナポレオン・ボナパルトの革命フランスとの戦争という危機の到来のなかで、常備陸軍の創設と強力な海軍力（フリゲート12隻）建設に国論をまとめたのもハミルトンであった。このときの7本の論考が『見解 (The Stand)、1798年3～4月』である。そして、ハミルトンは、陸軍大将で総司令官のワシントンに次ぐ、陸軍少将となった。なお、この本格的な米仏全面戦争は、ナポレオンの譲歩で回避された。また、この『見解』で、革命フランスが狂ったイデオロギー信条に基づく侵略の野望を持ち剣でドグマを強制せんとしていると、エドマンド・バークと同様の評価をフランス革命に対して示した。

## ハミルトンの経済政策
ハミルトンのアメリカ合衆国への貢献は、憲法や政治制度ばかりでなく、新生の国家の財政／金融／貨幣／通商／産業政策の基礎を未来図とともに整備したことである。アメリカ合衆国経済にとって不可欠であった初の連邦中央銀行（1791～1811年）の設立と初のアメリカ合衆国造幣局の設置による初のドル硬貨の発行（1792年）は、ハミルトン一人の成果であったといってよい。
なぜなら、この中央銀行の設立には、閣僚のトーマス・ジェファーソンや大物政治家のマディソンが激しく反対していた。日頃は良き協力者のランドルフもこれには否定的で、大統領のワシントンすら乗り気ではなかったが、それほどの抵抗をも排除し達成を果たした。ハミルトンなくしては、アメリカ合衆国は空中分解し消滅してしまっていただろうし、20世紀以降の世界的な大国家に成長することなど万が一にもありえなかっただろう。このワシントンを最後の瞬間に翻意させた、またアメリカ合衆国憲法の解釈にとって重要な法理論として後世に残った、ハミルトンの大統領宛意見書が「国立銀行設立に関する法律の合憲性」（1791年2月23日）である。このようにアメリカ合衆国憲法は、憲法解釈を主にハミルトンとこのハミルトンを崇拝する連邦最高裁判所首席判事ジョン・マーシャルに委ねることによって、“アメリカ合衆国の生きた憲法”として長寿と輝きをもつものとなった。
通貨に関するハミルトンの主張は『造幣局設立に関する報告書』（1791年1月28日）にある。純農業国であった新生の小国であるアメリカ合衆国を、産業資本をつくり母国・英国を凌ぐ大産業国家に発展させるというハミルトンの「国家百年の計」は、1791年12月に議会に財務長官名で提出した『製造業に関する報告書』にある。実際にアメリカ合衆国が産業国家として爆発的な発展をし始めたのは19世紀末であり、英国を追い抜いたのは第一次世界大戦期であった。
2006年に、ブッシュ政権の経済政策に対抗する案としてブルッキングス研究所により発表された「ハミルトン・プロジェクト」は、米国初代財務長官のハミルトンにちなんで名づけられた。オバマ大統領の就任演説はこのハミルトン・プロジェクトをもとにしている。

## 著作
- THE PAPERS OF ALEXANDER HAMILTON, Vol.1 - 25, COLUMBIA UNIVERSITY PRESS, 1961 - 1977.
- THE WORKS OF ALEXANDER HAMILTON, Vol.1 - 12, SCHOLAR PRESS, 1971.
- Hamilton: Writings, Library of America, 2001.
- 『ザ・フェデラリスト』（ハミルトンほか著、福村出版）
- 『製造業に関する報告書』（ハミルトン著、田島恵児ほか訳、未來社）

## ハミルトンを扱った作品

### 伝記
- Alexander Hamilton: A Biography by Forrest McDonald, 1979.
- The Young Hamilton: A Biography by James Thomas Flexner, 1997.
- Alexander Hamilton, American by Richard Brookhiser, 1999.
- Duel: Alexander Hamilton, Aaron Burr, and the Future of America by Thomas Fleming, 2000.
- Alexander Hamilton and the Persistence of Myth by Stephen F. Knott, 2002.
- Alexander Hamilton: A Life by Willard Sterne Randall, 2003.
- ロン・チャーナウ『アレグザンダー・ハミルトン伝‐アメリカを近代国家につくり上げた天才政治家』上・中・下（日経BP社、2005年）

### 舞台
- 『ハミルトン』（2015年） - ブロードウェイ・ミュージカル